# Кръгла маса на демократичното единство
Кръгла маса на демократичното единство (на испански: Mesa de la Unidad Democrática) е политическа коалиция във Венецуела.
Създадена през 2008 година с цел да обедини опозицията срещу авторитарния режим на Обединената социалистическа партия на Венецуела, тя обединява широк кръг от леви до дясноцентристки организации, основните сред които са социаллибералната „Първо справедливост“ и социалдемократическите „Демократично действие“, „Ново време“ и „Народна воля“. През 2015 година организацията печели парламентарните избори в страната, а последвалите опити на правителството да ликвидира парламента довеждат до Венецуелската конституционна криза.